# Cuauhlotitlán
Cuauhlotitlán är en ort i Mexiko.   Den ligger i kommunen Tlalchapa och delstaten Guerrero, i den södra delen av landet, 170 km sydväst om huvudstaden Mexico City. Cuauhlotitlán ligger 345 meter över havet och antalet invånare är 863.
Terrängen runt Cuauhlotitlán är kuperad västerut, men österut är den platt. Runt Cuauhlotitlán är det ganska glesbefolkat, med 38 invånare per kvadratkilometer. Närmaste större samhälle är Arcelia, 5,8 km sydost om Cuauhlotitlán. I omgivningarna runt Cuauhlotitlán växer huvudsakligen savannskog.